# Augochloropsis atropurpurea
Augochloropsis atropurpurea är en biart som först beskrevs av Jesus Santiago Moure 1940.  Augochloropsis atropurpurea ingår i släktet Augochloropsis och familjen vägbin. Inga underarter finns listade.